# Kurt Capesius
Kurt Capesius (12. února 1919 Teplice, Československo – 22. září 1958 Štýrský Hradec, Rakousko) byl všestranný pilot Luftwaffe během druhé světové války. Pocházel z Českých zemí, tzv. Sudetský Němec; před vypuknutím 2. sv. války byl tedy československým státním občanem. Byl synem důstojníka.
Do Luftwaffe se přihlásil v květnu 1938. Prošel počátečním výcvikem na akademii Luftwaffe v Berlíně-Gatow, poté ve výcvikové škole v Celle a nástrojové škole ve Vídni. Zpočátku létal jako stíhací pilot s I./JG 134 a poté II./JG 54, rovněž se základnou ve Vídni, ale v dubnu 1940 přešel k 9./KG 51.

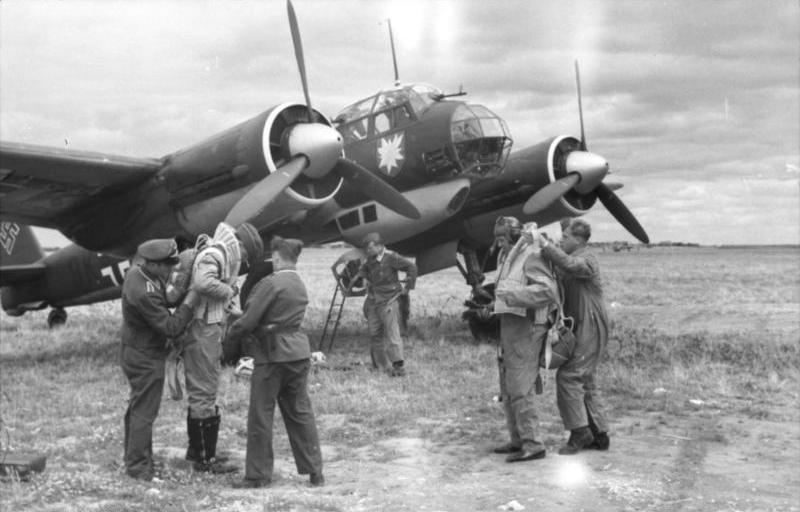
Junkers Ju 88 A-1 od I./KG 51 „Edelweiß“. V této jednotce sloužil na Ju 88 jako pilot během kampaně v západní Evropě i Capesius.

Capesius se poté v průběhu války účastnil misí na stíhacích bombardérech Junkers Ju 88 nad Britské ostrovy, nad Balkánem i Sovětským svazem. Krátce po invazi do SSSR byl však jmenován Staffelkapitänem 10./KG 51, kde měl na starosti výcvik náhradních posádek. 
Capesius se později vrátil k 9. Staffel a provedl mnoho bojových letů nad Černým mořem a Stalingradem. Je také uváděň jako velitel III./KG 66.
30. listopadu 1944 mu byl udělen Rytířský kříž.
V některých zahraničních zdrojích je někdy mylně uváděn jakožto Rakušan. Po válce však sklutečně žil ve Štýrském Hradci v Rakousku, kde i r. 1958 zemřel.